# Megyeri Károly (labdarúgó)
Megyeri Károly (Mohács, 1961. augusztus 30. –) labdarúgó, középpályás.

## Pályafutása
A Pécsi MSC csapatában mutatkozott be az élvonalban 1979. október 20-án a Vasas ellen, ahol csapata 2–1-re vesztett. Az 1979–80-as idényben hét bajnoki mérkőzésen szerepelt.
1985 és 1991 között 161 bajnoki mérkőzésen lépett pályára és hét gólt szerzett. Tagja volt az 1985–86-os idényben bajnoki ezüstérmet és az 1990-ben magyar kupa-győzelmet szerző csapatnak. Utolsó bajnoki mérkőzésén a Vác ellen 0–0-s döntetlen született.

## Sikerei, díjai
- Magyar bajnokság
  - 2.: 1985–86
  - 3.: 1990–91
- Magyar kupa (MNK)
  - győztes: 1990
  - döntős: 1987